# Elaeocyma melichroa
Elaeocyma melichroa é uma espécie de gastrópode do gênero Elaeocyma, pertencente à família Drilliidae.